# Холлоши, Корнелия
Корнелия Холлоши (венг. Hollósy Kornélia; 13 апреля 1827, Гертеньес, Венгрия — 10 февраля 1890, Домбегьхаз, Венгрия) — венгерская оперная певица (колоратурное сопрано), прозванная «венгерский соловей». Самая популярная и талантливая певица Венгерского королевства.

## Биография
Родилась в семье Богдана Корбулы и Марии Чауш, выходцев из двух влиятельных семей армянской диаспоры, проживающих в Карпатском бассейне. В 1832 году они получили от правителя венгерский дворянский титул и по этому случаю изменили свою фамилию на Холлоши.
В 11 лет Корнелия была зачислена в монастырскую школу в Темешваре, где училась превосходно и особенно ей нравились уроки пения, которые вёл выдающийся тенорист Венской оперы.
В 1845 году, в возрасте 18 лет, она впервые выступила на публике на острове Корфу, исполнив партию Эльвиры в опере Верди «Эрнани». Затем она была приглашена в Турин, где её заметил известный немецкий певец, организовавший труппу для гастролей в Бухаресте, и заключил с ней контракт на три месяца.
Впервые она выступил на венгерской сцене в Тимишоаре весной 1846 года на благотворительном спектакле, в опере Беллини «Сомнамбула». С тех пор её почти всегда пели при аншлаге и с большим успехом, писали приветственные и прославляющие стихи, которые раздавались на листовках в перерыве выступления.
Корнелия поехала в Пешт, чтобы навестить своего дядю, известного врача, который организовал для неё гастрольный спектакль в Национальном театре. Она имела такой успех, что с августа 1846 года руководство театра записало её как «первую лирическую певицу». Она быстро стала знаменитой артисткой.
С 1846 по 1856 годы она выступила 780 раз в 48 операх и приняла участие в 150 концертах. Её прославляли в Бухарестской, Венской и Варшавской операх.
Умерла 10 февраля 1890 года во время эпидемии гриппа, охватившей Европу.
Бронзовый бюст Холлоши, работы Эде Тельча, был установлен в 1903 году в театре её имени, а позже бюст был передан в музей Йожефа Аттилы. С 1978 года он выставлен в саду ратуши, где Корнелия часто бывала.